# The Dare
The Dare é um filme de terror de 2019 dirigido por Giles Alderson estrelado por Bart Edwards, Richard Brake, Richard Short, Alexandra Evans and Robert Maaser.

## Elenco
- Bart Edwards - Jay Jackson
- Richard Brake - Credence
- Richard Short - Adam Heinz
- Alexandra Evans - Kat Gill
- Robert Maaser - Dominic Craven
- Mitchell Norman - Dominic, jovem
- Harry Jarvis - Teen Dominic
- Daniel Schutzmann - Paul Anderson
- Devora Wilde - Jess Jackson
- Oliver Cunliffe - Jay, jovem
- Alexander Biehn - Adam, jovem
- George Pilsworth - Paul, jovem
- Maddy Bryan - Kat, jovem
- Lelia Yvetta - Poppy Jackson
- Emily Haigh - Molly Jackson
- Ethan Hazzard - Issac
- Flynn Matthews - Josh
- Annabelle Pinkston - Molly, jovem
- Samantha Fries - Poppy, jovem

## Recepção
No site agregador de críticas Rotten Tomatoes, 44% das 9 avaliações dos críticos são positivas.
No Film Threat, Norman Gidney deu ao filme uma nota 8 de 10 escrevendo na seção de consenso de sua crítica: "onde estavam Giles e Grant quando as ideias para o relançamento de Saw estavam sendo lançadas?" 